# بيير كلافيير
بيير كلافيير (بالفرنسية: Pierre Clavier)‏ هو لاعب كرة قدم فرنسي في مركز الهجوم، ولد في 17 يناير 1980 في لونفيل في فرنسا. لعب مع نادي راون الرياضي ونادي ميتز ونادي ميلوز.